# Hypocrita pylotis
Hypocrita pylotis är en fjärilsart som beskrevs av Dru Drury 1773. Hypocrita pylotis ingår i släktet Hypocrita och familjen björnspinnare. Inga underarter finns listade i Catalogue of Life.